# Geai à ailes blanches
 (juillet 2025).
Si vous disposez d'ouvrages ou d'articles de référence ou si vous connaissez des sites web de qualité traitant du thème abordé ici, merci de compléter l'article en donnant les références utiles à sa vérifiabilité et en les liant à la section « Notes et références ».
Platysmurus leucopterus
Espèce
Statut de conservation UICN

 LC  : Préoccupation mineure
Le Geai à ailes blanches (Platysmurus leucopterus) est une espèce de passereaux de la famille des Corvidae.
Cet oiseau se répand à travers la péninsule Malaise et Sumatra .
Il habite les forêts humides et les mangroves subtropicales ou tropicales en plaine.
Il est menacé par la perte de son habitat.